# 秋田しらかみ看護学院
秋田しらかみ看護学院（あきたしらかみかんごがくいん）とは、秋田県能代市落合に所在する私立専門学校である。

## 概要
学校法人のしろ文化学園により運営されている。修業年数3年の男女共学で、定員は1学年40名。コーポアイリスという指定寮がある。

### 学科
- 看護学科

### 取得できる資格・免許状[1]
- 専門士称号
- 看護師国家試験受験資格

### 交通アクセス
- JR五能線能代駅下車、車で10分